# Jože Dolmark
Jože Dolmark, slovenski scenarist, dramaturg in filmski kritik, * 20. april 1953, Škofja Loka.
Osnovno šolo je obiskoval v Solkanu (1960-1968).
Leta 1972 je končal gimnazijo v Novi Gorici in se vpisal na ljubljansko Filozofsko fakulteto, kjer je študiral umetnostno zgodovino in primerjalno književnost.
Diplomiral je leta 1980. V letih 1982-1985 se je šolal v Parizu na filmskem oddelku univerze Vincennes St. Denise.
V letih 1978−1990 je bil urednik revije Ekran. Za revijo je pisal filmske kritike in članke o filmu. 
Je soavtor filmske monografije o režiserju F. Čapu.
Od leta 1987 dalje piše dramaturgijo in scenarije za novejše slovenske filme.
Jože Dolmark je filmski publicist, scenarist in dramaturg, profesor umetnostne zgodovine in primerjalne književnosti. 
Piše eseje, kritike in teoretske članke s področja filma, fotografije in likovne umetnosti. Je eden najbolj vidnih piscev iz tega področja.
S tovrstnimi razmišljanji se je začel baviti že v sedemdesetih letih in s svojim delom prispeval k prenovitvi domače kritiške misli. 
Je avtor izbora lastnih filmskih tekstov Filmski spisi I-III, od tega je prvi del z naslovom "Tkanje pogledov" dobil knjižno izdajo.
S svojim delom si prizadeva približati filmsko umetnost ljudem.
Kot scenarist je sodeloval pri več domačih celovečernih projektih (npr. pri Slakovih Hudodelcih,
Jurjaševičevi - Srčni dami in Milavčevem - Herzogu), pri nekaterih pa je bil prisoten tudi kot dramaturg.
Domačo filmsko produkcijo je dodobra spoznal v letih, ko je bil direktor in selektor portoroškega Festivala slovenskega filma,
še veliko bolj aktiven pa je pri širjenju filmske kulture: tako v vlogi učitelja in profesorja kot tudi v vlogi sodelavca ekspertnih komisij za vpeljavo filmske vzgoje v domači izobraževalni sistem.